# فرد دوبوا
فرد دوبوا (به انگلیسی: Fred Dubois) سناتور سابق عضو حزب جمهوری‌خواه ایالات متحده آمریکا بود. وی در سال ۱۸۹۱ تا ۱۸۹۶ و ۱۸۹۶ تا ۱۸۹۷ و ۱۹۰۱ تا ۱۹۰۷ میلادی سناتور ایالت آیداهو در سنای ایالات متحده آمریکا بود.